# Frantz Zéphirin
Frantz Zéphirin, né le 17 décembre 1968 au Cap-Haïtien, est un peintre haïtien.

## Biographie
Il commence à  peindre en 1973 avec Antoine Obin, grand maître de l’École du Cap-Haïtien.
C’est à partir de 1988 qu’il développe son propre style, mettant en scène toutes sortes d’animaux sauvages et familiers qui dans un ballet libre et coloré recréent l’histoire mouvementée de l’humanité. Zéphirin dit en souriant : « Regardez bien, dans chaque homme il y a un animal ; un singe, un éléphant, un crocodile, une girafe... Je les aperçois dans un geste, une attitude, un trait de caractère et les fixe aussitôt sur la toile ».
Son œuvre comprend aussi beaucoup de tableaux dont les sujets mystiques ésotériques nous emmènent dans les mondes parallèles.
Frantz Zéphirin est aussi un artiste de la rencontre. Il a collaboré avec de nombreux artistes de son temps : peintures murales, tableaux à plusieurs mains  avec Préfète Duffaut, Jose Bédia, Aparecida de Ozedo, Ermelinda Ozias, Diagne Channel, Étienne Chavannes, Pascale Monnin, Edouard Duval Carrié, etc.
Ses tableaux ont fait la une de plusieurs magazines prestigieux : le New Yorker, Le Temps, le New York Times, The Smithsonian Magazine…
Un de ces tableaux a fait la couverture de The immaculate Invasion de Bob Shacochis, best seller du New York Times.

## Expositions individuelles
- 2022 : Zéphirin est exposé à la 59e Biennale d'art contemporain de Venise du 23 avril au 27 novembre 2022.
- 2011: « Le paradis, le purgatoire, et l'enfer », Haitian-Art-Company, Key West, États-Unis
- 2010: « Souvenir d’un Paradis », Denkmalschmiede Hofgen Gallery, Kaditzsch, Allemagne
- 2010: « There is No Limit », Haitian Art Company, Key West, États-Unis
- 2010: « Haiti Art and resilience », Indigo Gallery, Philadelphie, États-Unis
- 2008: « Frantz Zephirin a 40 ans », Galerie Monnin, Pétion-Ville, Haïti
- 2008: « L'Univers fantastique de Frantz Zephirin, Ambassade de France, Santo Domingo, République Domicaine
- 2006: « Les visions du peintre hougan Frantz Zéphirin », Galerie Espace Loa, Nice, France
- 2003: Macondo Gallery, Pittsburgh, États-Unis
- 1998: « Zéphirin 30 ans /30 peintures », Galerie  Nader, Pétion-Ville, Haïti
- 1997: « PWEN », Galerie Bourbon Lally, Pétion-Ville, Haïti
- 1996: « Frantz Zephirin », Macondo Gallery, Pittsburg, États-Unis

## Biennales
- 1996: 3e biennale de la peinture des Caraïbes et d’Amérique Centrale, Musée des Arts Modernes Saint-Domingue, République dominicaine
- 1994: 1re Biennale de la peinture des Caraïbes et  d’Amérique, Musée des Arts Modernes, Saint-Domingue, République dominicaine
- 1986: Triennale de Cuenca Équateur pour les pays du Continent Américain, Quito, Équateur

## Prix et distinctions
- 1996: Musée d’Art Moderne, République dominicaine, Médaille d’or.
- 1994: Prix Suisse et prix Europe de la peinture primitive moderne à Kasper Pro Arte, Morges, Suisse

## Expositions  collectives
- 2011: « Nom de l’expo », Saint -Paul-de-Vence, Musée, France avec Espaces Loas. (Expo collective)
- 2011: « Frantz Zéphirin et Préfète Duffaut » Grassi Museum, Leipzig, Allemagne
- 2010: « Haiti Art-Naif, souvenir d'un Paradis » Denkmalschmiede Hofgen Gallery, Allemagne
- 2010: « Célébrer Haïti », Palais du Grand Large, Saint-Malo dans le cadre du Festival Étonnants Voyageurs organisé par Espace Loas,
- 2009: «Le dernier voyage d’André Malraux en Haïti », Musée du Montparnasse, Paris, France
- 2009: «Roots & More», Afrika Museum, Berg en Dal, Pays-Bas
- 2007: « Nom de l’expo ? », American Visionary Art Museum, Baltimore, États-Unis
- 2007: « Nom de l’expo ? », Waterloo Museum, ville?, États-Unis
- 2006: « Vente Privée », Galerie Monnin, Casa de Campo, Saint-Domingue
- 2006: «Haitian Art», Macondo Gallery, Pittsburgh, États-Unis
- 2006: «Revolution Ritual Remembrance», Pittsburgh University of the Arts, Pittsburgh, États-Unis
- 2006: «Haitian Art» Bill Bollendorf and Gay Cioff, Nebraska Ave. Washington, États-Unis
- 2005:« Arte Naif : Brazil-Haiti », Musée international d'Art Naif, Brésil, musées à Brasilia, Rio, São Paulo, Brésil
- 2005: «Vente privée» pendant Art Basel-Art Miami, Galerie Monnin, Miami, États-Unis
- 2005: «Rencontre Haiti/Brésil», Main Gallery of the General Assembly, Nations unies, New York. États-Unis
- 2005: « Fresque de L'amitié et de la Paix Haïti/Brésil », Murales peintes par 6 artistes Frantz Zéphirin, Préfète Duffaut, Étienne Chavannes, Aparecida de Ozedo, Ermelinda, Ozias, réalisée à Pétion-ville et Port-au-Prince, Haïti
- 2005: «Haitian Experience», Absolute Americana Art Gallery, St. Augustine, États-Unis
- 2003: « Vaudou », Abbaye de Daoulas, Bretagne, France
- 2003: « la Dette externe du tiers Monde », Musée d'Art Haïtien, Port-au-Prince, Haïti
- 2002: « Haititadjevoodoo », sous le haut patronage de la présidence d’Haïti, Helsinki, Finlande
- 2000: « Black Month History», Austin University, Austin, États-Unis
- 1999: « Frantz Zephirin, Jasmin Joseph, Pascale Monnin », Ramscale Gallery, New York, États-Unis
- 1998: « Commémoration du 50e anniversaire de la déclaration des droits de l’homme vue par les créateurs haïtiens » organisé par l’Unesco, Musée d’art Haïtien, Port-au-Prince, Haïti
- 1998: Fresque réalisée par Frantz Zephirin, Edouard Duval Carrie, Diagne Chanel, Jose Bedia, Unesco
- 1998: « Festival Caraïbéen  des Arts Plastiques », Centre des Arts, Pointe-à-Pitre (Guadeloupe)
- 1998: « Outsider Art Show », Galerie Bourbon Lally, New York, États-Unis
- 1998: « National Fine Black Art Show », New York, Galerie Bourbon-Lally, États-Unis
- 1996: « Haiti’s New Stars», Selden Rodman’s Gallery, Oakland, États-Unis
- 1995: « Sacred Art of Voodoo », Fowler Museum, Los Angeles, États-Unis
- 1995: « Haiti’s Promise », TroutGallery, Pennsylvanie, États-Unis
- 1995: «Frantz Zéphirin et Pascale Monnin», Galerie Monnin, Pétion-ville, Haiti
- 1995: « Sueno, creacion, possecion y locura », Centro de Bellas Arte, Maracaibo, Venezuela, Haïti,
- 1994: « La essencia del pasado », Galeria de Arte del INAC, Panama, Panama
- 1994: « Révolution : Frantz Zéphirin-Stivenson Magloire», Bryant Gallery, Jacksonville, États-Unis
- 1994: « Jeunes Peintres » Galerie MasakoIto, Kioto, Japon.
- 1994: « La rencontre des deux  mondes vue par les peintres d’Haïti »exposition itinérante inaugurée à Séville, puis présentée à Gênes, Paris, Nantes, Chambéry, Toulouse, Orléans, Montpellier, Fort-de-France, Ottawa, Détroit, Chicago, Pointe-à-Pitre, Port-au-Prince, Cap-Haïtien, République dominicaine, Mexique.
- 1994: « Peintures Haïtiennes », Galerie Macondo, Philadelphie, États-Unis
- 1992: « La Peinture Haïtienne à la Rencontre de l'Image d'Épinal », exposition organisée par la Galerie Monnin et la Galerie Trois Visages sous le haut patronage de M. Philippe Séguin, Nice, France
- 1991: « Exposition collective à l’occasion du 7 février », Musée d’Art Haïtien, Port-au-Prince, Haïti
- 1990: « Haïti » Gallery IFA, Bonn, Allemagne
- 1990: « Dialogue du réel et de l’imaginaire », Palais du Rhin, Strasbourg, France
- 1990: « Animaliers face à l’histoire », Art Center and Theater, Houston, États-Unis
- 1989: « Exposition avec France Liberté », Fondation Danielle Mitterrand, Paris, France
- 1987: « Haitian Painting », Gallery Haitian Art & Co, Key West, Miami, États-Unis
- 1987: « Vodou et Sorcelleries », Espace Culture Art et Lettres, Paris, France
- 1986: « Révolution en Haïti », Galerie Mascotty, Los Angeles, États-Unis
- 1984: « L’Âme Noire », Galerie des Arts Nègres, Dakar, Sénégal
- 1984: « Haïti Terre des Peintres », Galerie Gustave Idler, Toulouse, France
- 1983: « Hommage a Toussaint Louverture », Galerie Flamengo, Cap-Haïtien, Haïti

## Ses tableaux font partie des Collections des Musées suivants
- Afrika Museum, Berg-en-Dal, Pays-Bas
- Waterloo Museum